# Велика Єрикла
Велика Єрикла́ (рос. Большая Ерыкла, чув. Мучар) — присілок у складі Яльчицького району Чувашії, Росія. Входить до складу Кільдюшевського сільського поселення.
Населення — 61 особа (2010; 116 у 2002).
Національний склад:
- чуваші — 98 %